# Plaid (band)
Plaid is de benaming voor het elektronicaduo uit Engeland gevormd door Andy Turner en Ed Handley. De muziek van Plaid kan worden omschreven als IDM met invloeden van electro en downtempo.
Handley en Turner waren tot 1995 leden van The Black Dog en hebben verschillende andere namen gebruikt. Zo heeft Handley onder de naam Balil gewerkt en Turner onder de naam Atypic. Ze hebben samengewerkt met Mara Carlyle, Nicolette Suwoton, Björk en Alison Goldfrapp. Geregeld werken ze ook samen met muzikant en producer Benet Walsh. Ze brengen voornamelijk muziek uit via Warp Records.
Plaid werkt vaak samen met videokunstenaar Bob Jaroc. Vanaf 2006 verzorgde Plaid de soundtrack voor enkele Japanse films van Michael Arias. In 2012 verzorgde Plaid de soundtrack voor de interactieve korte film The Carp and the Seagull van Evan Boehm. Voor de Japanse tv-serie Tokyo Alien Bros. uit 2018, geregisseerd door Michael Arias en  Shintarô Sugawara, verzorgde Plaid eveneens soundtrack.

## Discografie

### Albums
- 1991: Mbuki Mvuki
- 1995: Mind Over Rhythm Meets the Men from Plaid on Planet Luv (met Mind Over Rhythm)
- 1997: Not for Threes (met enkele andere nummers uitgebracht in de VS in 1998)
- 1999: Rest Proof Clockwork
- 2000: Trainer (verzamelalbum)
- 2001: Double Figure
- 2003: Parts in the Post (verzamelalbum)
- 2003: Spokes
- 2006: Greedy Baby (in samenwerking met Bob Jaroc; cd & dvd)
- 2006: Tekkonkinkreet (soundtrack)
- 2007: Tekkonkinkreet Remix (remixalbum)
- 2008: Heaven's Door (soundtrack)
- 2011: Induction (verzamelalbum; enkel verschenen op download- en streamingplatforms)
- 2011: Scintilli
- 2012: The Carp and the Seagull (soundtrack; enkel verschenen op download- en streamingplatforms)
- 2014: Reachy Prints
- 2016: The Digging Remedy
- 2019: Polymer
- 2022: Feorm Falorx

### Ep's
- 1992: Scoobs in Columbia
- 1995: Android
- 1997: Undoneson
- 1999: Peel Session
- 2000: Booc
- 2002: P-Brane
- 2003: Dial P
- 2015: Serket
- 2016: On Other Hands
- 2016: Touched by Plaid